# El gall d'or
El gall d'or és una òpera en tres actes de Nikolai Rimski-Kórsakov, amb llibret de Vladímir Belski, basada en el conte homònim d'Aleksandr Puixkin. Estrenada el 1909 al Teatre Solodovnikov de Moscou, és la darrera obra operística de Rimski-Kórsakov. La història satiritza la corrupció de la cort del tsar Nicolau II i la ineficiència militar, seguint el rei Dodon, que rep un gall daurat capaç d'avisar sobre perills imminents. Després de diversos esdeveniments tràgics, inclòs l'assassinat d'un astròleg i la mort de Dodon, es revela que tot era una broma. L'òpera destaca pel cromatisme orquestral i els temes exòtics, i tot i que no existeix una versió completa en àudio, es conserva una Suite. El 1956, es va enregistrar una versió de la Suite amb l'Orquestra Simfònica de Londres dirigida per Antal Dorati.

## Referència
1. ↑  Matthew Rye. 1001 Classical Recordings: You Must Hear Before You Die.  Orion Publishing Group, 2007. ISBN 978-1-84403-579-3.